# 臨海本線 (仙台臨海鐵道)
临海本线(日语：／ Rinkai honsen)是连接宫城县多贺城市的東北本線陆前山王站和仙台市宮城野區仙台北港站的铁路线，屬於仙台臨海鐵道。

## 路线数据
- 營運商：仙台臨海鐵道（第一種鐵道事業）
- 路线長度：5.4公里
- 轨距：1067 毫米
- 車站数：3站
- 複線區間：无（全線為单線鐵路）
- 電氣化區間：无（全線為非電氣化鐵路）
- 閉塞方式：電氣路牌閉塞（陆前山王站与仙台港站區间）、單票閉塞（仙台港站与仙台北港站區间）
- 最高速度：50 公里/小时[1]

## 運行形態
本路線运营系统分为陆前山王-仙台港和仙台港-仙台北港，只有专用货运列车运行。
陆前山王和仙台港之间每天有13對往返列车。其中6 列下行列车和 2 列上行列车是機車回送。运输货物主要为铁路集装箱、海运集装箱、石油、化工产品、铁轨。
在仙台港和仙台北港之间，每天有5對往返列车。运输货物主要为石油。此外，同一区间还设有一班往返臨時列車。

## 历史
线路使用了多贺城海军兵工厂专线的部分路基。两条线路到仙台北港站的路线几乎相同，但海军兵工厂專用线路从仙台北港站繼續向北连接到现在的陸上自衛隊多賀城駐屯地。
- 1971 年 10 月 1 日 - 线路开通。
- 1987年7月18日～9月23日-為了运送參觀“1987未來的東北博覧會（日语：'87未来の東北博覧会）”观众，於仙台西港線設置东北博览会前站 (臨時車站)，開行仙台站-东北博览会前站的临时旅客列车，並經過本線。此外，蒸汽列车“SL東北100年号”8月2日和9月12日-23日在同一区间間运行[3][4]。
- 1988年3月13日 - 集装箱货运开始。
- 1997年7月19日～ 9月30日 -為了运送參觀“国际梦想交流博览会（日语：国際ゆめ交流博覧会）”观众，設置仙台西港線梦想交流博览会前站 (臨時車站)，開行仙台站-梦想交流博览会前站的临时旅客列车，並經過本線。
- 1998年4月1日 - 开始仙台港站與神奈川臨海鐵道横滨本牧站之间的海运集装箱运输。
- 2018年5月7日 - 西浓运输（日语：西濃運輸）专用列车開始在仙台港站-吹田货物总站（日语：吹田貨物ターミナル駅）之间运营。[5]
- 2018年9月14～26日 - 因遊輪“飞鸟2号 ”停靠仙台港，開行仙台碼頭線仙台碼頭站（日语：仙台埠頭駅）經由本線通往JR东日本松岛站的团体专用临时列车[6] 。只有“飞鸟二号”的乘客中申请了該旅行的人才有资格搭乘[7]。客运业务的经营者是JR东日本，该公司在9月3日至27日期间申請為第2类铁路运营商[8]。

## 车站列表
| 站名     | 站名     | 站名          | 站間距離（公里） | 營業距離（公里） | 连接路线              | 地点   | 地点     |
| 中文站名 | 日文站名 | 英文站名      | 站間距離（公里） | 營業距離（公里） | 连接路线              | 地点   | 地点     |
| -------- | -------- | ------------- | ---------------- | ---------------- | --------------------- | ------ | -------- |
| 陆前山王 |          | Rikuzen-Sannō | 0.0              | 0.0              | 東北本線              | 宮城縣 | 多賀城市 |
| 仙台港   |          | Sendaikō      | 4.2              | 4.2              | 仙台碼頭線 仙台西港線 | 宮城縣 | 仙台市   |
| 仙台北港 |          | Sendaikitakō  | 1.2              | 5.4              |                       | 宮城縣 | 仙台市   |